# スパイフィクション
『スパイフィクション』（SPY FICTION）は、2003年12月25日にサミーより発売された、PlayStation 2専用のステルスゲームで、本作はアクセスゲームズにとって第1作目となる。

## 概要
非合法諜報機関S.E.A.のエージェント、チーム「PHANTOM」による犯罪組織との戦いを描いた、ステルスゲーム。「スパイツール」や「変装」などを駆使して諜報活動を行い、いくつもの潜入ミッションを遂行する。作中ではストーリーやデモシーン、BGMなどにさまざまな映画のオマージュが見られる。キャラクターデザインとメインビジュアルデザインにイラストレーター村田蓮爾を起用している。

## ストーリー
民間組織が密かに結成して非合法諜報機関"S.E.A"。所属する人間は素性や国籍もなく、使っている名前が本名なのかも定かではない。彼らは当局からの指令を遂行する。その中でも一段と危険な指令ばかりを好んで受けるチームがあった。そのチームの名は"PHANTOM"。チームは何を犠牲にしても"指令"を最優先に実行するプロフェッショナルである。あらゆる局面において、冷静な状況判断と的確な行動力で突破口を開く。他を寄せ付けない卓越した身体能力と、それをサポートする特殊スパイツールによって、クリアーできなかったミッションは無いと言われる。

## 登場人物
本部から、ステージごとに様々なミッションを通達される。ミッション開始の前にビショップかシェーラを選ぶことになるが、キャラクターによって得意な分野や能力がある。主人公たちは、"オクト・ギア"と呼ばれる光学系の偽装機能と、対弾、対爆などの衝撃吸収能力を高めたスパイスーツを着ている。ステージ内には厳重な警備が敷かれており、敵に発見されないような慎重な行動が必要とされる。
ビリー・ビショップ
PHANTOMのチームリーダーで単独潜入工作のプロフェッショナル。変装と情報操作が得意。26歳。
強靭な肉体と冷静かつ大胆な性格で、スリルを楽しみつつ、いくつもの修羅場をくぐりぬけてきた。
体力（LIFE）は高いが、体格から女性への変装はできない。
シェーラ・クロフォード
PHANTOM唯一の女性エージェント。18歳。
元フランス外人部隊の傭兵という経歴を持ち、女性ではあるが、その能力は男性のビリーと並ぶ。
クールな性格で、人との交流をあまり好まない。自分の過去に触れられると激怒する一面がある。
体力（LIFE）は低いが、すべてのターゲットに変装できる。
ニクラス・ナイトウッド
PHANTOM作戦実行部隊の参謀にして、ビリーのよき理解者。物腰が柔らかく温和な性格。32歳。
優れた情報分析力がある一方で、チーム内のムードメーカー的役割も果たしている。
サミュエル・バークレー
PHANTOM作戦実行部隊随一の凄腕エージェント。46歳。
配属当時ビリーを素手格闘術を教えて鍛えたことから、彼を自分の子供のように思い、「CHILD」と呼んでいる。
マイケル・クァン
PHANTOMのメカニック工作員。21歳。
天才肌かつエリート意識が強い自信家で、取っつきにくいところがあるがつき合うといい面も見せる。スパイツールの情報だけでなく、薬物や爆発物、コンピューターにも精通し、技術面で任務をサポートする。
イヴ
ケース・オフィサー。S.E.A.の作戦執行官。
組織への忠誠心が厚く、忠実に任務を果たす。現場と本部をつなぐパイプラインとして信頼を得ている。接触する時は常にモニター越しで、全ての経歴が謎に包まれた女性。
フォレスト・ケイスン
米大手製薬会社"ナノテック・ダイン"社の主任アーキテクト。39歳。
天才的頭脳を持ちながら、特筆すべき研究成果は出せていない。
ケリー・ウォン
大型カジノ飛行船"メトロポリス"の支配人。27歳。
香港随一の女性実業家で数々の成功を収めている。だが、その裏で"青龍幇"の主要メンバーでもある。
ドミトリィ・ヴェデルニコフ
国際的テロ組織【エニグマ】の総司令。
かつては正義漢であったが、現在は復讐心に支配され手段を選ばない男となっている。
ディートリッヒ・トロイ
【エニグマ】の参謀官。
冷酷かつ残忍な男で、人間の弱い部分を利用することで目的を果たす才能を持つ。

## スパイツール
O･C･T･Geaｒ
『S.E.A.』が工作員支援用に開発した最新鋭のスパイスーツ。
光学迷彩機能が実装されており装備者を周囲の風景に溶け込ませることができ、また新開発の衝撃吸収素材が使用されており耐衝撃性能も優れている。
正式名称は『Optical Camouflage Transparent Gear』。
それぞれの頭文字から『O･C･T･Gear（オクト・ギア）』とエージェントの間で呼ばれている。
シグトーチ
携帯照明弾。照明持続時間は30秒弱。
先端の発火剤を水分に触れさせることで着火する。
唾液による着火が最も手早いことからタバコに偽装されている。
ジャミングモバイル
『S.E.A.』が開発した妨害電波発生装置で、携帯電話型に偽装されている。
妨害電波の周波数帯域は4k～255GHzで、周囲の電子機器を一時的に狂わせる。
なお『S.E.A.』が使用している無線機器とは干渉しない仕組みになっている。
3DAカメラ
光学式変装の元になる変装データを撮影するためのカメラ。
撮影した人物を解析して立体予想モデルを作成することができる。
また、最大で約10倍までの望遠機能も備わっており、遠くをのぞくのにも有効なツールである。
スタンシェイバー
電動カミソリに偽装した90万ボルトの電圧を放つスタンガン。
短時間でターゲットを無力化できるだけでなく水を媒介にして広範囲の敵を一掃することや外部バッテリーなどに対して電力を供給することもできる。
スパイダーグリップ
屋内施設への潜入工作用に開発された特殊吸着グリップ。
分子間力と弾性を応用した『特殊吸着機構』が備わっており、最大300kgの負荷に耐えることができる。
スメルボム
スカンクの臭腺からとれる液体を加工して作られた特殊なガスを周囲に撒き散らす投擲武器。
そのガスを吸引すると一時的に全身が麻痺してしまい、身動きが取れなくなる。
スラッシュブーツ
つま先に隠し刃が仕込まれたブーツ。
簡単な操作で自在に刃を出し入れすることができるうえ、一見して武装している様には見えないため、暗殺を目的とした任務で用いられる。
使用している者に体術の心得があればより強力な武器になる。
生体センサー
生物の存在を感知できるセンサー。
周囲の温度差や電気抵抗など様々な情報を元に生体を検出するため、壁などの遮蔽物の影響を受けない。マイケルの自信作の一つである。
閃光ペンシル
万年筆の形に偽装された閃光弾の一種。
カードブーメラン
トランプの形に偽装された中距離遠隔武器。
エッジ部分が鋭利な刃物になっており、高い殺傷能力を有している。
また、目標に投げつけて使用するため、一切音を立てない。
グッドナイトリング
指輪型に偽装された麻酔銃。射出された麻酔針が命中すると対象を眠らせる。
ちなみに指輪のデザインはマイケルが高校時代に熱狂した某バンドのベーシストが中指にはめていた物が元になっている。
バンデージボム
ばんそうこうに偽装されたセムテックス爆弾。
隠匿性が高く、金属探知機を用いても発見が困難だと言われている。
セット後に起爆スイッチを押せば爆発するが、起爆信号の受信可能な範囲は決して広くはない。
ボタン型発信器
ボタンの形に偽装されたトランスミッター（発信機）。
約25mまで発信機を射出できる発射装置とセットで使用される。
信号の発信地点をマップで確認することで、発信機の現在位置を知ることができる。
ラペリングハーネス
懸垂降下（ラペリング）用のツール。固定用のハーネスとワイヤーがセットになっている。
『S.E.A.』が開発したものにはラペリングハーネスは、ハーネス部分に自動的に巻き上げる機能が付いている。
空中に吊られた状態でも手元で自由に操作できる。

## 登場する銃器
- ワルサーP99：主人公の初期装備。サプレッサーが装着されている。
- グロック17：ナノテックダイン社の警備員が所持、又トロイが持っている。連射性は抜群。サプレッサーは装着されていない。序盤である条件をクリアすれば入手可能。
- H&K USP：ニクラスが好む銃。こちらはサプレッサー装着。中盤にて入手可能。
- リボルバー：強力な攻撃力で大抵の敵は一発で倒れる。サプレッサーは装着されていない。特定ステージのみ登場。
- IMI ガリル：エニグマ兵が装備。終盤にて入手可能。
- M4カービン：ムリド・カリエンテのゲリラやCIA（アメリカ中央情報局）の特殊部隊員が使用。中盤にて入手可能。
- イングラムM10：青龍幇の飛行船を守るシークレットサービスが使用。かなり高速の連射が可能。中盤にて入手可能。
- M26A1破片手榴弾：手榴弾。
- ダグラスのショットガン：あることを行ってクリアすると収得できる。
- 黒幕の銃：あることを行ってクリアすると収得できる。

## 登場する組織
非合法諜報機関 S.E.A
民間企業を装った非合法諜報組織で、世界中の地域紛争や民族問題を緩和、解決し、テロや戦争を未然に防ぐことを目的に設立された。世界各国からの依頼、または独自の判断において諜報活動を行う。
これまでも数多くの国際事件の解決と、世界平和に貢献してきたとされるが、その徹底した情報操作から、決して社会の表舞台に出ることはない。
なお、構成員たちは組織を統括している総合本部のことを指して『S.E.A.本部（ホーム）』と呼ぶ。
PHANTOM
『S.E.A.』の内部でも特に伝説的に語られることの多いチームで、ひときわ危険な任務を好んで請け負い、周囲に存在感を示している。
ビリーらが所属する現在の『PHANTOM』は『新生PHANTOM』と呼ばれ200X年に再結成されたもので、過去にスカーフェースが指揮をとっていた『旧PHANTOM』とは組織内で区別されている。
ENIGMA（エニグマ）
東欧を中心に活動を行う非常に過激な秘密組織。
独語で『謎』を意味するその名が表すとおり、設立目的、規模、外部とのつながり他一切が謎に包まれている。
ムンド・カリエンテ（灼熱の世界）
コロンビアを中心に活動を展開する過激派グループ。
元陸軍大佐ダグラス・ライサンダーが率いる。様々な方法で政府および商業利権に対して攻撃を行っている。
マフィアと関係を有しているとの情報もある。
青龍幇
チンロンパンと読み、中国の政治や経済に強い影響力をもつ秘密結社。
第二次大戦後イギリス軍政下に置かれた香港に、中国本土から国共内戦を逃れて多くの人々が流入した。
この流亡民が組織した同郷会から黒社会を牛耳る団体に発展。
なお、作中に登場する青龍幇という組織は現実の組織とは別の架空団体である。

## その他
バック・インザ・ホール!
「基地で会おう（無事に帰れよ）!」という意味の別れの挨拶。
本作中の米国で過去に放映された架空のスパイドラマ『海から来た五人のスパイ』の劇中で主人公達が使っていた。
ビリーとニクラスは好んでこの言葉を使うが、シェーラはあまり気に入っていないらしく、本作中で一度も口にしない。